# Accademia degli Insensati
La Accademia degli Insensati fue una Institución de estudios lingüísticos y literarios que nació en Perugia (Italia) en el año 1561 y que permaneció activa hasta la segunda década del siglo XVIII.
Inicialmente, estaba integrada solo por eruditos y pertenecientes a la nobleza de la ciudad. Posteriormente, surgen más adeptos y un interés creciente en las obras de Petrarca y el razonamiento sobre las "certezas espirituales", "más allá de la barrera de los sentidos" –de ahí se originó su nombre-, en una principio la asociación era una reducida camarilla (conciliábulo) del tipo cultural para sus iniciados.
No existe una traducción en español precisa para el nombre Accademia degli Insensati, esto debido a su interpretación de carácter filosófico, aunque se adecua traducirla como la Academia de los Insensatos (en su significado de juicio, cordura o sensatez) claramente orientada a la reflexión y sabiduría, dudosa de los sentidos.
Esta organización académica fue fundada por cuatro nobles: Giovanni Tinuolo, Rubino Salvucci, Tomaso Perigli y Ottaviano Platoni, este último proveniente de una familia influyente, la Casa de Platoni cuyos miembros gobernaron territorios al norte de Italia. Posteriormente, se incorporó Cesare Crispolti quien en 1592 se convirtió en Príncipe de la Academia.
Carlo Conti proveniente de una familia aristocrática, en 1595 es nombrado príncipe de la Academia cuando era obispo de la Provincia de Ancona, también fue gobernador de Perugia.
Cesare Crispolti entre (1605-1620) fue quien impulsó el estudio sobre los recursos literarios, primeramente la rima, luego fue avanzando por temas más profundos como la filosofía, la moral y estética. Los asociados se incrementaron y fueron frecuentes los contactos que se establecieron con el ambiente académico, especialmente de Roma, desde donde se incorporan importantes poetas, tales como Gian Battista Guarini, Giuseppe Sannazzaro, Cesare Caporali y Torquato Tasso.

## Historia
Las academias italianas desde su nacimiento fueron las impulsoras de las bellas artes, de la perfección y el refinamiento de las expresiones literarias lingüísticas, de la elegancia externa del verso, de composiciones en prosa y en latín. Su actividad afectó a todos los sectores del mundo humanístico y científico, a pesar de que no pudieron crear una corriente particular que hiciera escuela. Solo las academias "madres" de Siena el (Teatro de Rozzi y la llamada Accademia degli Intronati) contribuyeron a la introducción de una tendencia literaria, esto, por haber sido los primeros ejemplos del género, las instituciones posteriores surgieron en su modelo.
En Italia central, ciudad de Perugia y durante los Estados Pontificios, se contribuyó a la expansión de esta asociación a través de la fusión con otras instituciones de similares características, entre ellas: Las Academias de los Tranquilli (su significado viene de Tranquilos 1546) de los Scossi (su significado viene de Sacudirse, para llegar al perfeccionamiento 1561), de los Atomi (del Atomismo en el sentido filosófico de la anticipación y de Epicuro 1550) y los Unisoni (viene de Afines, juego de palabras con el término musical unísono) Todas ellas en el año 1561 se fusionaron en una sola academia, la Accademia degli Insensati.
El Príncipe degli Insensati Leandro Bovarini (llamado Furioso) escogió como emblema de la academia, una fila de grullas sobrevolando el mar, cada una de ellas llevaba una piedra muy pequeña en sus patas. El lema era Vel cum pondere (Vuela con equilibrio)
Su significado simbólico fue interpretado de la siguiente manera: al igual que las grullas, que si incluso con el peso de la piedra siguen elevándose y vuelan sobre el mar, también así lo hacen los académicos, aunque se agravan por el peso de los sentidos, que los detiene con el deseo de las cosas terrenales, aun así, se elevan con la contemplación de las cosas celestiales y divinas, traspasando así el mar de este mundo y la forma terrenal se eleva a los cielos; ellos son los llamados Insensati.
Los Insensati adoptaron apodos curiosos, entre los que destaca el Sonnacchioso (adormecido) que parece ser el más codiciado. Los estatutos de la Academias fueron depositados en la Iglesia de San Felipe Neri de Perugia. El príncipe que fue elegido por votación secreta, es quien nombró al vicepríncipe, al secretario y a los censores junto a otro responsable. Los miembros, como en las academias de Siena, podían escribir sus trabajos sobre los temas que contaran con el consentimiento previo de los censores y posteriormente serían publicados. El protector celestial o patrono de la academia era Matías el Apóstol , con el patrocinio de eminentes funcionarios con alto cargos de la Santa Sede, los cardenales Bonifazio Bevilacqua Aldobrandin y Carlo Emmanuele Pio de Saboya.

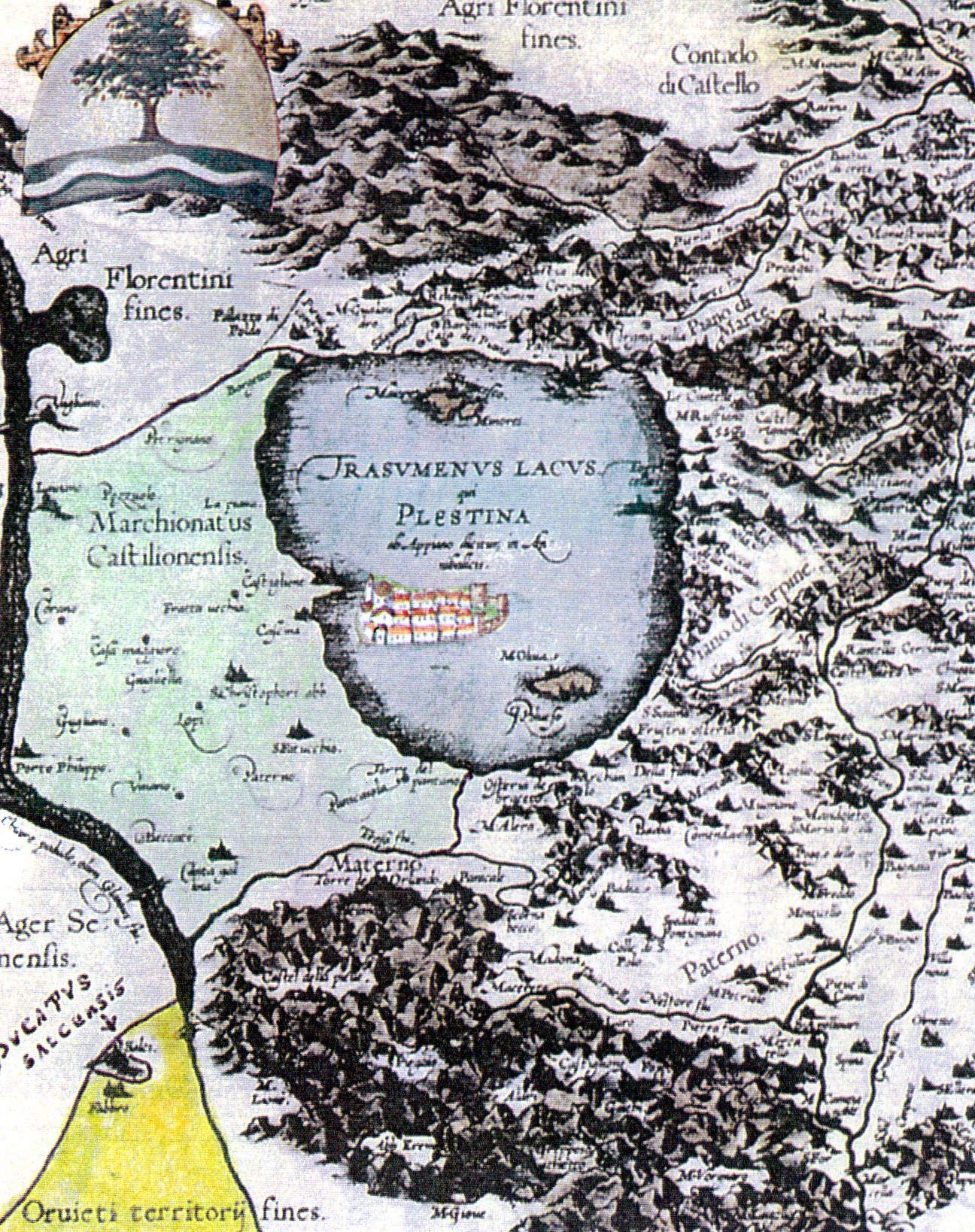
El marquesado de Castiglione del Lago con la indicación del pueblo de Valiano

La academia en los primeros días de la vida no tenía un lugar fijo, debido a esto el Príncipe llamaba a las asambleas en las casas puestas a disposición por los asociados.El Marqués de Castiglione del Lago Ascanio II della Corgna, solía organizar reuniones nocturnas en las tres salas secretas de su palacio, asistido por el poeta burlesco Cesare Caporali y por el secretario Scipione Tolomei de la corte. Los herederos del académico Luciano Pasino dieron posteriormente a los Insensati una villa que poseían en el pueblo de Valiano, de la comuna de Montepulciano, uno de los últimos bastiones del sistema defensivo de Perugia, que luego pasó a la República de Florencia en la frontera con el Marquesado de Castiglione del Lago, feudo de los Estados Pontificios, aún hoy son visibles los frescos en las salas del Palazzo della Corgna en donde se reunían sus miembros.
La laboriosidad de la Academia experimentó una fase ascendente durante el siglo XVII, hasta tal punto que su confraternidad literaria gozó de gran consideración. Los miembros más destacados se convirtieron en Príncipe de la academia: Ottaviano Platoni (1592), Ascanio II della Corgna (1596), Leandro Bovarini (1602), Cesare Crispolti (1605), Cesare Meniconi (1620), Girolamo Bigazzini (1628), Scipione Della Staffa (1639) , Giulio Farnese (1692) y por último, Niccolò Montemelini (1707). En el año 1616 la Academia publicó una colección de composiciones en latín de sus afiliados en Perugia y otra en italiano en 1698, titulada Capricci italiani. Los escritores que editaron sus obras firmaban en la portada principal de los libros con la membresía de la congregación con la autorización recibida del Príncipe.
A principios del siglo XVIII, la actividad de la academia comenzó a disminuir hasta que se extinguió en 1725. El padre Cannuti de la Orden de la Camáldula, intentó sin éxito revivirla, por lo que en el año 1774 existía un nuevo propietario de la villa de Vaiano, Luigi Pacifico Pascucci. La organización de los Augusti reemplazó a los insensatos, sin embargo, no lograron mantener el prestigio de la academia desaparecida.
Luigi Bonazzi, actor teatral de Perugia de a mediados del siglo XIX, criticó el trabajo de algunos asociados de la Academia cuando esta ya no existía, afirmando que en todas las academias, las letras humanas fueron cultivadas en una medida contraria a lo que era su compromiso social, siendo utilizadas como una herramienta alabanzas y elogios de los personajes más diversos.
El crítico de Perugia cuestionó a Francesco Beccuti, quien era un noble y poeta (llamado el Coppetta) y al integrante de la academia Caporali (Poeta de una larga trayectoria que trabajó para Fernando I de Médici y se inspiró en Miguel de Cervantes a quien conoció en Roma y que además fue respaldado y reconocido por importantes colegas como Torquato Tasso. Pese a esto, Bonazzi equiparó el estudio de la academia, al trabajo de una fábrica de poesía convencional, indicando que llegaron a convertirse en un Homero, que tras su desgracia de quedar ciego, esperó ansiosamente la desaparición de un colega para poder dedicarle una oración fúnebre en latín.

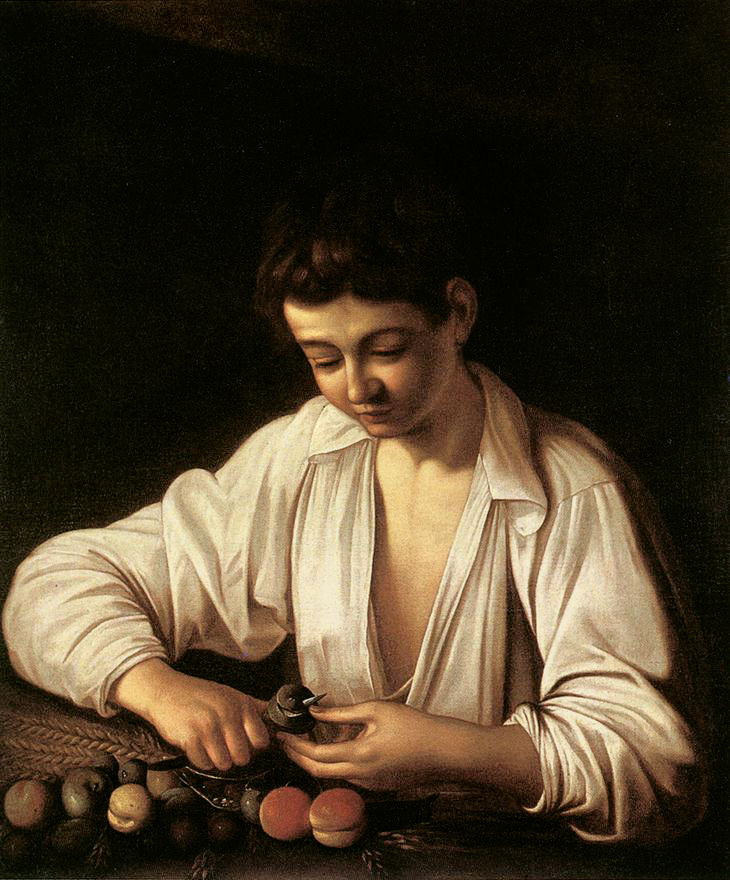
CARAVAGGIO, [Muchacho pelando fruta](1593)

Las investigaciones de la archivista e historiadora del arte Laura Teza, le han inducido a identificar que en la pintura del Muchacho pelando fruta de Caravaggio (obra original desaparecida, de la que hoy en día solo existen copias) un significado que va más allá de su valor naturalista. El "mondafrutto" así llamada, se encuentra en un documentado de la colección de Cesare Crispolti, príncipe autoritario de los Insensati, cuyas rimas estaban alineadas con los personajes mundanos y metafóricos de la primera producción caravaggeseña en Roma. El joven de la pintura, sería por lo tanto, un emblema de su formación irreprochable, de acuerdo con los dictados pedagógicos establecidos por la Contrarreforma.